# Cyzjojan

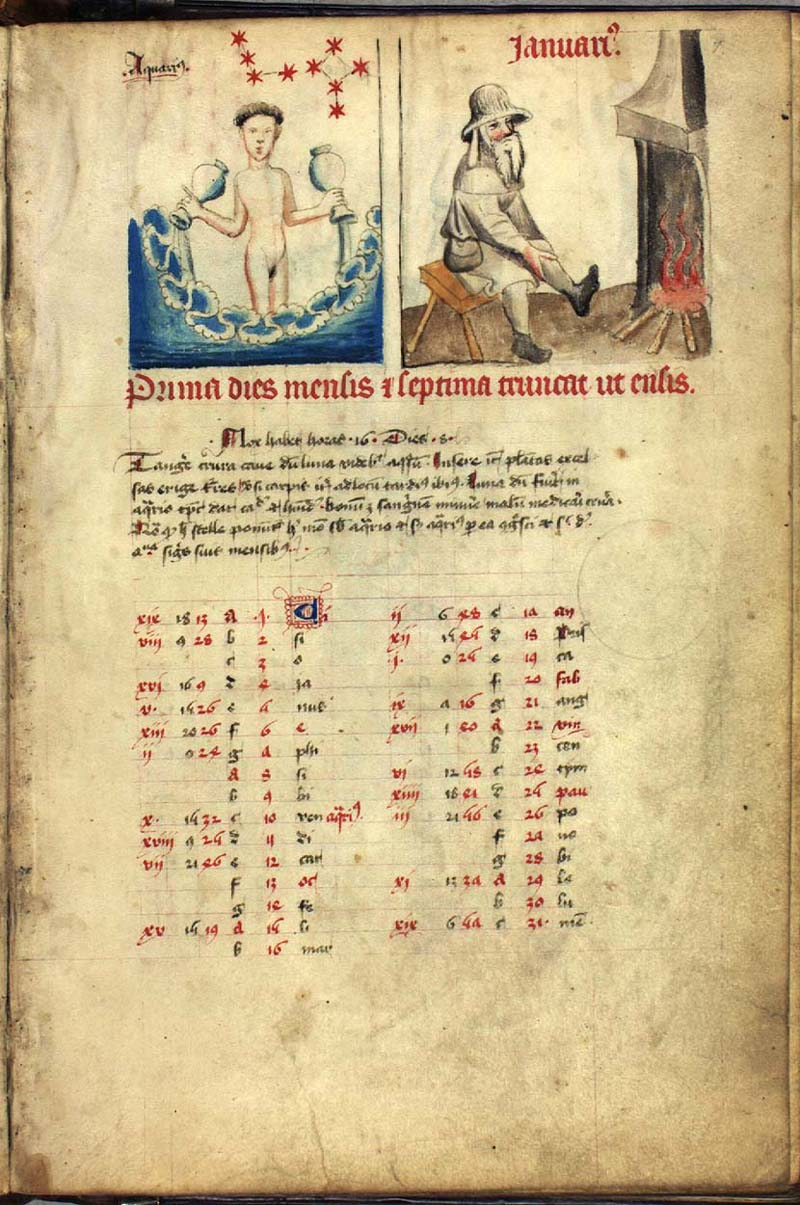
XV-wieczny manuskrypt Speculum humanae salvationis, karta 7r z cyzjojanem na styczeń

Cyzjojan (łac. Cisiojanus) – średniowieczny wierszowany kalendarz o charakterze mnemotechnicznym.
Cyzjojany zbudowane były w ten sposób, że każdy miesiąc opisywały dwa wersy. W każdym dwuwersie poszczególne sylaby informowały o świętach stałych oraz o dniach, w których wspominało się świętego. Wersy liczyły tyle sylab, ile dni posiadał dany miesiąc. Aby zachować przyjęty układ, słowa skracano do jednej sylaby lub incipitu.
Pierwsze cyzjojany powstały w XIII wieku w Niemczech i były pisane heksametrem po łacinie. Pierwszy tekst zbliżony do archetypu znajduje się w kodeksie pochodzącym z klasztoru św.Pawła w Erfurcie.
Cyzjojany rozpowszechniły się w Europie na przełomie XIII i XIV wieku, zaczęły być także tworzone w językach narodowych. Do Polski cyzjojany dotarły z sąsiednich Niemiec, jednak w najstarszych zachowanych zabytkach tego typu piśmiennictwa dostrzegane są wpływy czeskie. Z XV wieku znane są trzy cyzjojany: płocki (powstał najprawdopodobniej na początku XV wieku), wrocławski (również z początku XV wieku) i kłobucki (z 1471 roku). Nauka pamięciowa cyzjojanów była elementem edukacji w szkołach do XVIII wieku.
Termin cisiojanus pochodzi od pierwszych słów wiersza rozpoczynającego łaciński kalendarz: Cisio Janus (...). Był to skrócony zapis Circumcisio Domini Januarius, informujący o 1 stycznia – dniu obrzezania Chrystusa.
Cyzjojan, jako popularna w średniowieczu odmiana kalendarza liturgicznego, bardzo często wykorzystywany był także w celu sporządzania datacji. Używano do tego odpowiednich sylab, słów czy fonemów zawartych w cyzjojanie. Najwcześniejszy zapisek daty za pomocą cyzjojana pochodzi z Rocznika Małopolskiego i jest on datowany na koniec XIV wieku. Zapisana jest tam pod rokiem 1370 informacja o śmierci króla polskiego Kazimierza Wielkiego i wygląda ona następująco:

Kazimirus Rex Polonie obiit feria tertia ante diem sancti Martini. Et erat in hac syllaba bre videlicet omne novembre.